# Crossodactylodes
Crossodactylodes là một chi động vật lưỡng cư trong họ Cycloramphidae, thuộc bộ Anura. Chi này có 3 loài và 67% bị đe dọa hoặc tuyệt chủng.